# Planetari

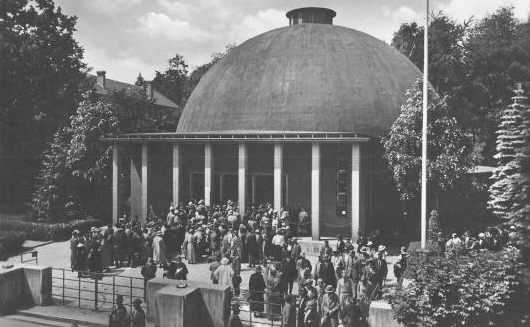
El Carl-Zeiss-Planetarium a Jena, el planetari més vell del món (foto del 1926)

Un planetari és un lloc dedicat a la presentació d'espectacles astronòmics i en el qual és possible observar recreacions del cel nocturn des de diversos llocs de la Terra i en diferents moments de l'any. Normalment, un planetari consta d'una pantalla de projecció en forma de cúpula i un projector mòbil capaç de projectar les posicions d'estrelles i planetes.

## Història
L'origen del planetari se situa a l'antic Egipte, on s'han trobat restes de pintures d'estels i constel·lacions dibuixades en vàries tombes com la de Nut, deessa del cel.
Alguns dels antecedents del planetari com a eina divulgadora de l'astronomia han estat els rellotges astronòmics, els globus celestes giratoris i els planetaris mecànics complexes.
L'invenció d'un primer planetari primitiu on es podia percebre el moviment dels planetes, la lluna i el sol, la va dur a terme Arquimedes. Va crear aquest primer model mecànic que demostrava els moviments planetaris, basat en el sistema d'esferes d'Eudoxus de Cnidos al voltant de l'any 250. En aquest model es podien veure els moviments dels planetes que coneixien i també de la Lluna i del Sol en els seus recorreguts, mostrant també el funcionament dels eclipsis. El dispositiu es trobava dins d'una esfera metàl·lica i giratòria que representava el cel. Tot això es podia veure a través d'una obertura a l'esfera.
Tot i així, quan cerquem el principi del planetari modern, només cal retrocedir fins al 1923, quan es va fer la primera projecció de la mà de l'enginyer Walther Bauersfeld a Jena, Alemanya. El desenvolupament d'aquest planetari, conegut com a La maravella de Jena i amb el primer projector planetari anomenat Zeiss I, va començar al 1919 quan Bauersfeld treballava per la fàbrica d'instruments òptics Carl Zeiss i no va ser fins al 1924 quan es va començar a projectar en forma d'espectacle dirigit al públic. Era un planetari que constava d'un icosaedre, de 16 metres de diàmetre i amb 3.480 costats.
L'arribada de la guerra va fer que fos complicada la continuïtat de l'auge dels planetaris a Alemanya. Molts dels que es van construir van ser afectats per la guerra o van tancar les portes. Durant aquest període va créixer la indústria del planetari a la Unió Soviètica, que va desenvolupar noves tecnologies com la cúpula paraboloidal. La creació de planetaris i la seva popularitat va ser molt important per fomentar l'exploració espacial i mostrar els èxits del règim a l'espai.
Després de la Segona Guerra Mundial es van construir molts planetaris arreu del món, trobant un mercat molt gran als Estats Units, on agafarien l'estètica de les revistes de ciència-ficció, i que posteriorment estaran vinculats a espectacles de masses.
Actualment els planetaris estan destinats principalment a l'educació i a la familiarització amb l'astronomia dels més petits.

## Funcionament
Per al funcionament d'un planetari òptic cal una cúpula i un projector planetari que s'adapti a la mida i característiques d'aquesta, per això trobem molt pocs projectors que siguin iguals.
Els projectors planetaris compten generalment d'una o dues esferes situades a les parts inferiors i/o superiors amb diferents camps d'estrelles que concentren la llum d'una làmpada sobre una diapositiva de coure, que està microperforada amb orificis que corresponen a cada estrella que brilla. Aquesta llum ha de passar per diferents lents i un sistema d'obturació per poder arribar finalment a ser projectada a la cúpula.
Per a les estrelles més potents podem trobar projectors individuals per a representar-les, igual que en trobem per a projectar les constel·lacions. Els projectors individuals del sol, la lluna i els planetes estan situats a l'eix de l'eclíptica, ja que és el pla que tenen en comú les seves òrbites. D'aquesta manera aconsegueixen reproduir fidelment les posicions dels cossos celestes.
El projector consta de diferents engranatges i sistemes mòblis per a simular els diferents moviments, òrbites i velocitats dels cossos.
Els planetaris digitals tenen un funcionament molt diferent. Per fer-lo funcionar cal dissenyar les projeccions que es faran a un ordinador. Poden projectar tot tipus d'imatges i sons. El projector que s'utilitza traballa amb una lent de 360 graus (ull de peix) que cobreix tota la cúpula. Per a l'elaboració d'aquestes projeccions s'utilitzen diferents programes com són el Night Shade o Stellarium. Com que el projector està connectat a un ordinador, es poden fer moviments de zoom, projeccions 3D, i fins i tot projectar-hi temes que no siguin d'astronomia.
És una alternativa als projectors de planetaris òptics més complexos, però tot i així mai aconsegueixen el mateix nivell de realisme que els anteriors.

## Tipus de planetaris i característiques
Els planetaris tenen moltes característiques diferents com poden ser: el material del que estan fets, la mida que tenen, el tipus de projector que utilitzen, la capacitat que tenen, etc. Però una de les classificacions principals que s'utilitza és la mobilitat, o immobilitat, del recinte del planetari. Dintre dels planetaris fixes també trobem els que són d'ús individual, i els que són d'ús compartit.
Els planetaris fixes són recintes immòbils destinats a projeccions per a la divulgació astronòmica i l'entreteniment del públic. Tenen una cúpula, que és la pantalla de projecció, un projector planetari que es troba al centre de la sala i un sistema d'àudio que envolta a l'espectador. Normalment aquests planetaris tenen cadires inclinades per als espectadors, però també poden tenir sofàs o altres seients. La mida pot variar des dels 10 metres de diàmetre fins als 35. Tot i així en trobem de més petits: els planetaris personals, que poden variar la seva mida des d'1 a 4 metres de diàmetre. Aquest tipus de planetaris acostumen a ser utilitzats per als simuladors de vol.
Els planetaris mòbils són els que es poden transportat d'un lloc a l'altre,i que s'utilitzen principalment com a eina didàctica per als més petits. Les mides d'aquests planetaris varien des dels 3 fins als 20 metres de diàmetre. El material que s'utilitza majoritàriament per fer-los és el polivinil, ja que és molt resistent. La capacitat i el pes del planetari variarà segons la seva mida i accessoris.

## A Catalunya
A Catalunya trobem diversos planetaris fixos amb característiques pròpies a destacar:
- Planetari del Museu CosmoCaixa: situat a Barcelona és un planetari amb una cúpula de 14 metres de diàmetre i amb una capacitat de 136 persones. Té una de les instal·lacions més avançades del mercat, disposa d'una instal·lació 3D i un sistema que permet la projecció d'imatges per tota la cúpula, rodejant completament a l'espectador (180 graus). A part de projectar contingut de divulgació astronòmica, també projecten pel·lícules de caràcter científic, que canvien periòdicament.[10]
- Planetari del Museu de Ciències Naturals de Granollers: aquest museu té un planetari amb una cúpula de 6 metres de diàmetre amb capacitat de fins a 30 persones. Disposa de la tecnologia més alta, oferint una gran varietat de projeccions diferents com poden ser: la projecció del cel en èpoques passades o futures, el cel des de diferents llocs de la terra, o bé des d'altres cossos del sistema solar.[11]
- Planetari del Centre d'Observació de l'Univers: situat al Montsec, és un espai astronòmic privilegiat. Aquest centre ofereix un planetari amb una cúpula de parets mòbils de 12 metres de diàmetre que permeten gaudir del cel del Montsec, a més de les projeccions multimèdia del planetari. Té una capacitat d'aproximadament 70 persones.[12]